# 5761 Andreivanov
5761 Andreivanov (1981 ED21) là một tiểu hành tinh vành đai chính được phát hiện ngày 2 tháng 3 năm 1981 bởi S. J. Bus ở Đài thiên văn Siding Spring trong khóa học thuộc Khảo sát tiểu hành tinh Schmidt-Caltech vương quốc Anh.